# Emléktáblák Komáromban
Komárom szócikkhez kapcsolódó képgaléria, mely helyi, országos vagy nemzetközi hírű személyekkel, valamint épületekkel, műtárgyakkal, helynevekkel és eseményekkel összefüggő emléktáblákat tartalmaz.

## Emléktáblák

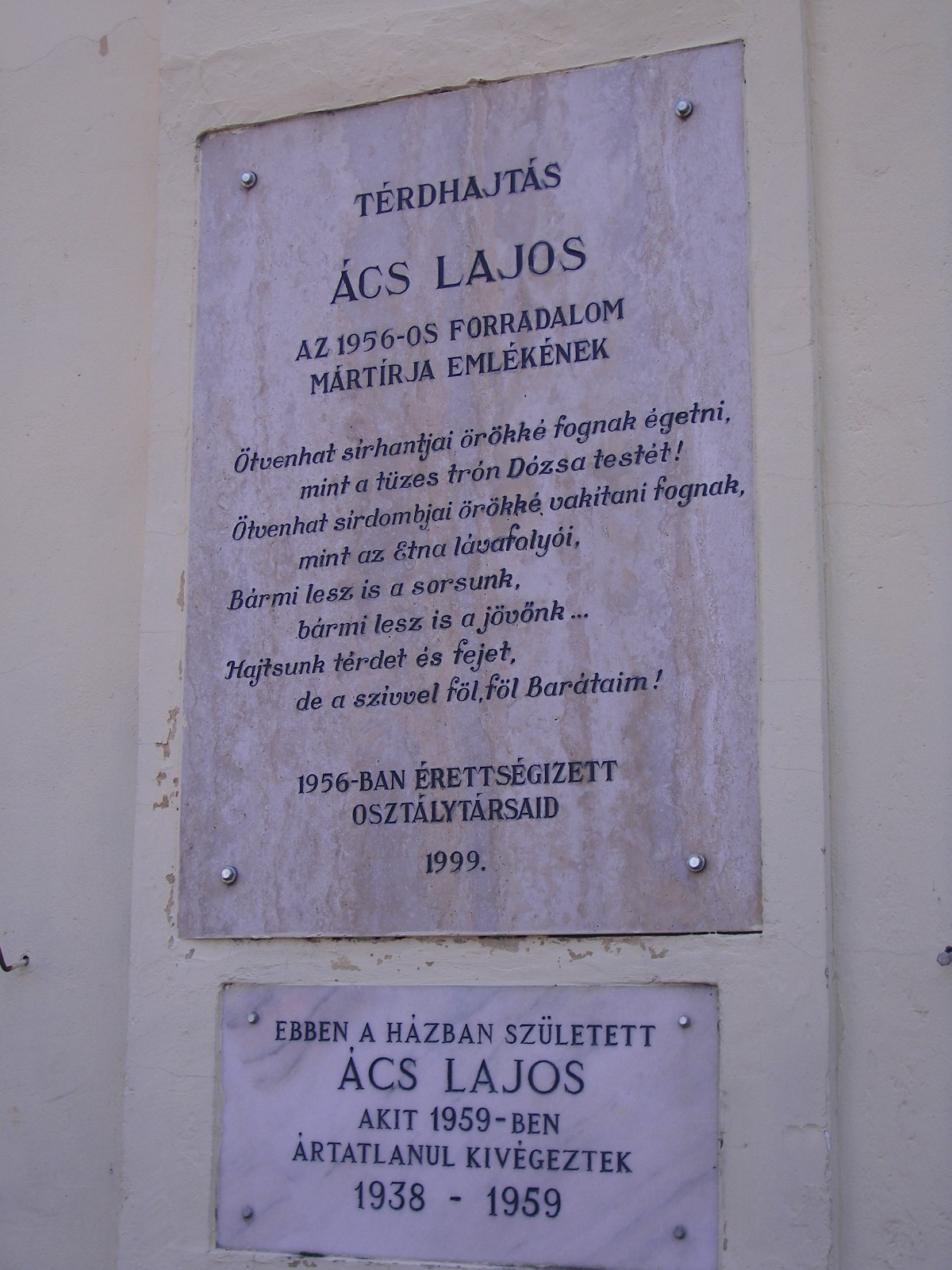
Ács Lajos, Bajcsy-Zsilinszky utca 8.
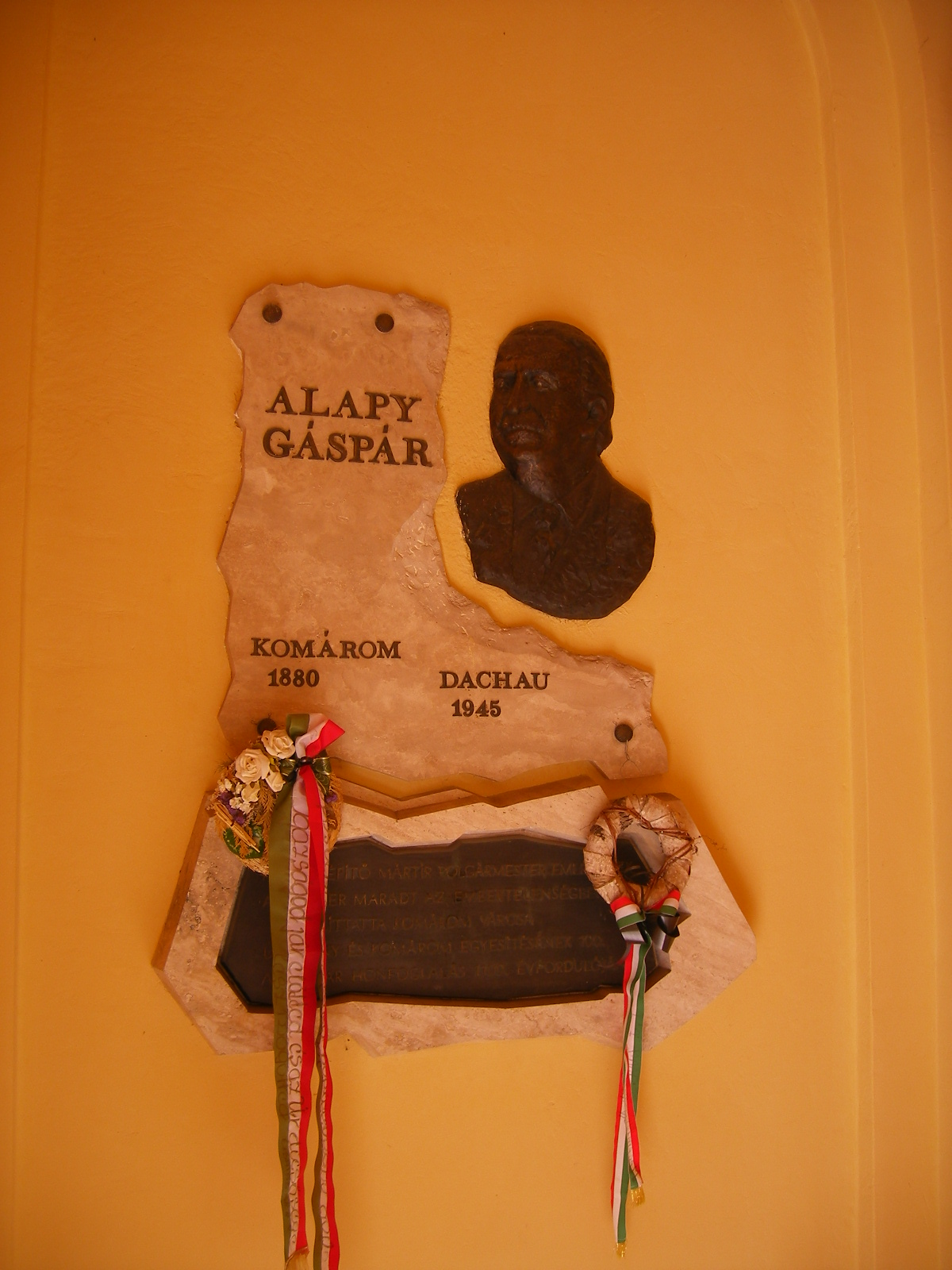
Alapy Gáspár, Szabadság tér 1.
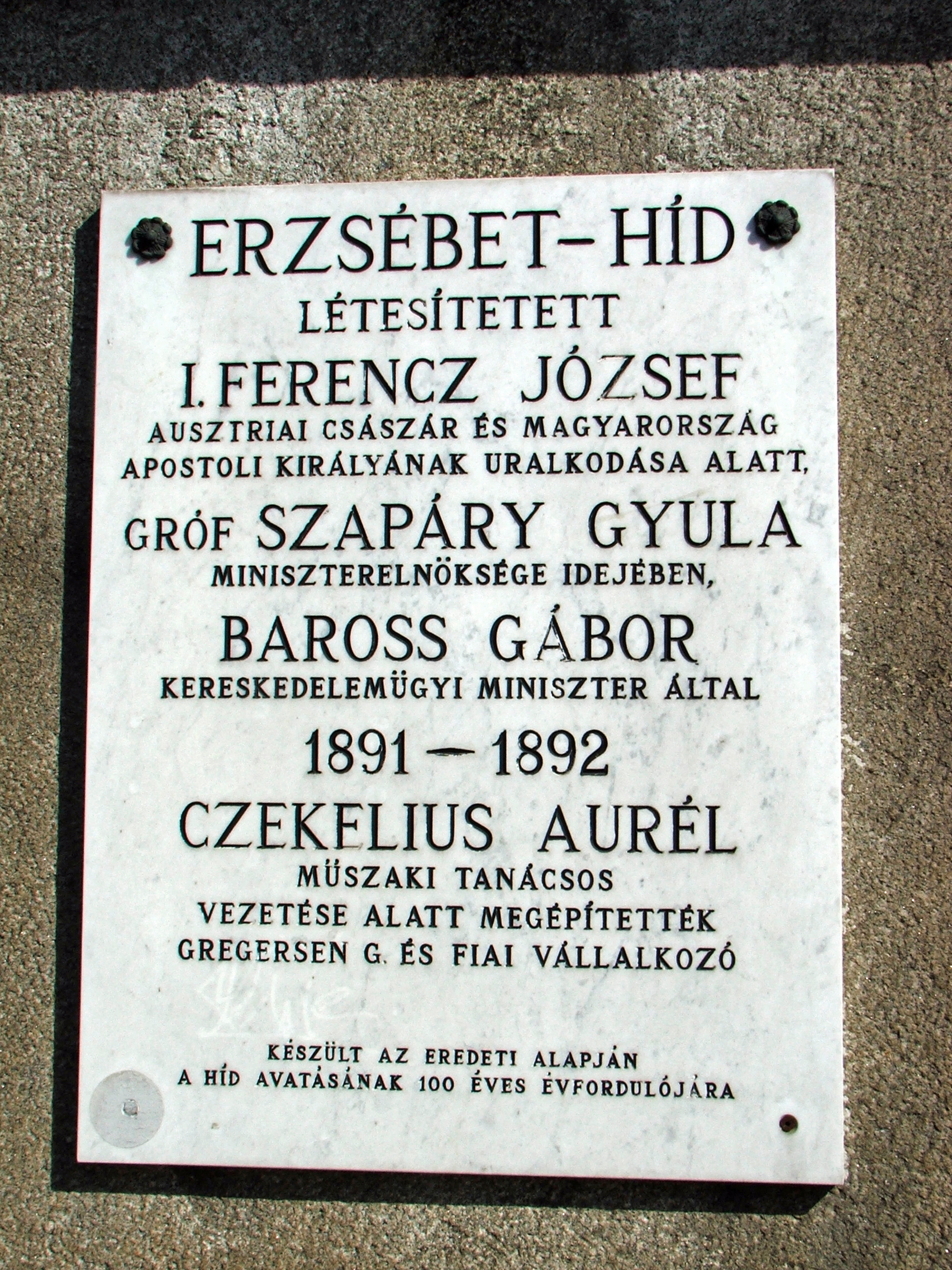
Erzsébet híd
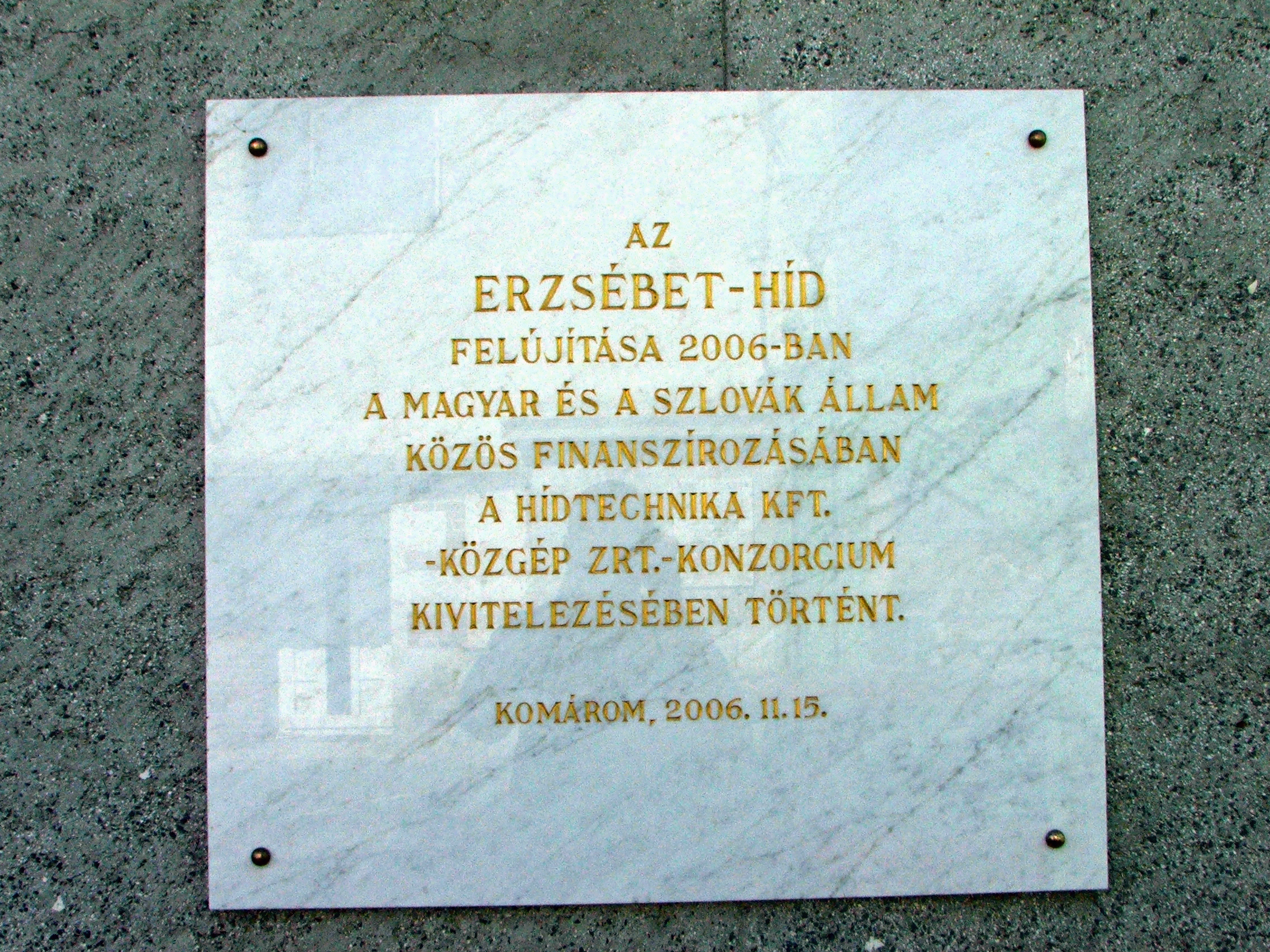
Erzsébet híd felújítása
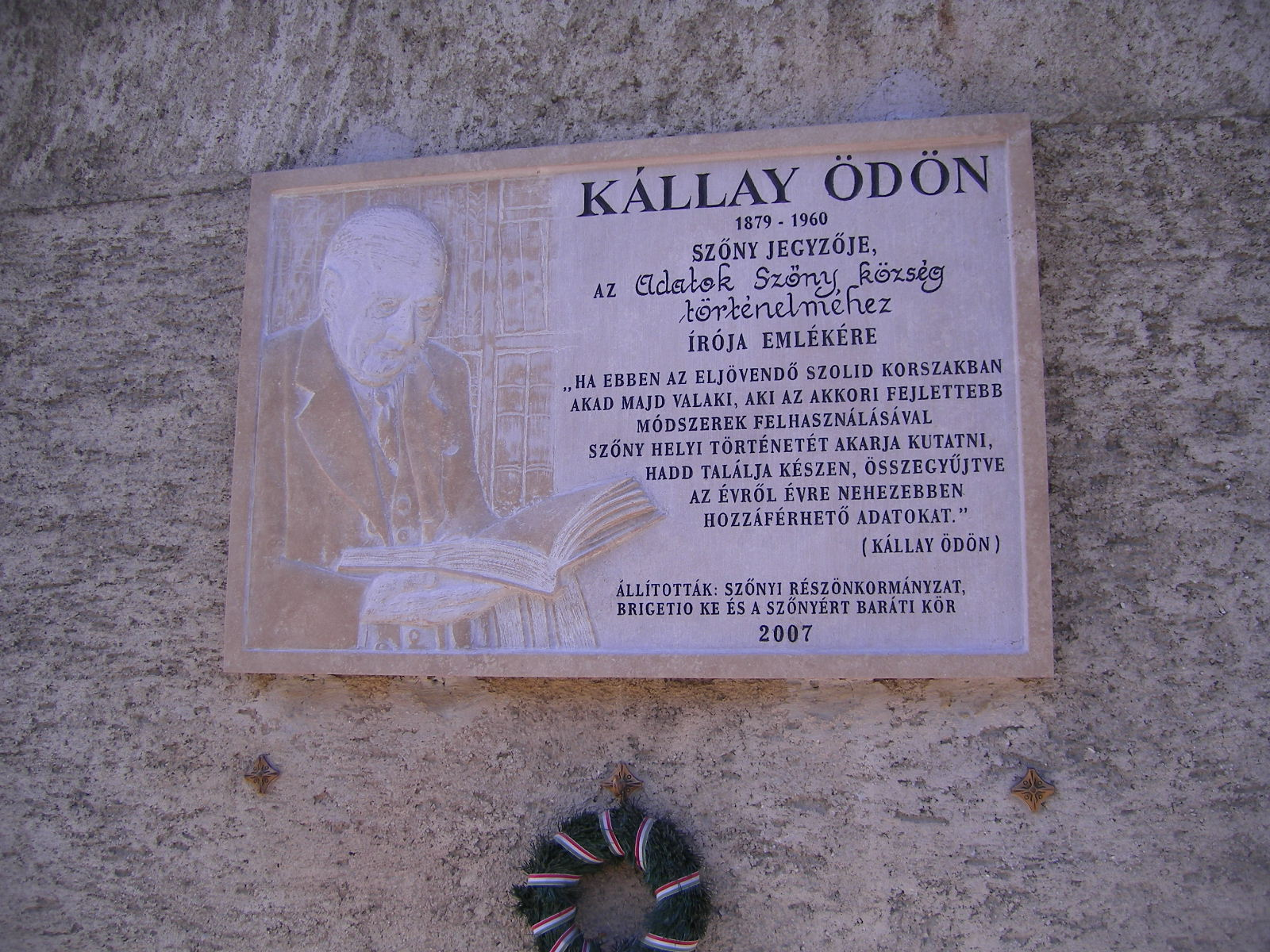
Kállay Ödön, Hősök tere ?
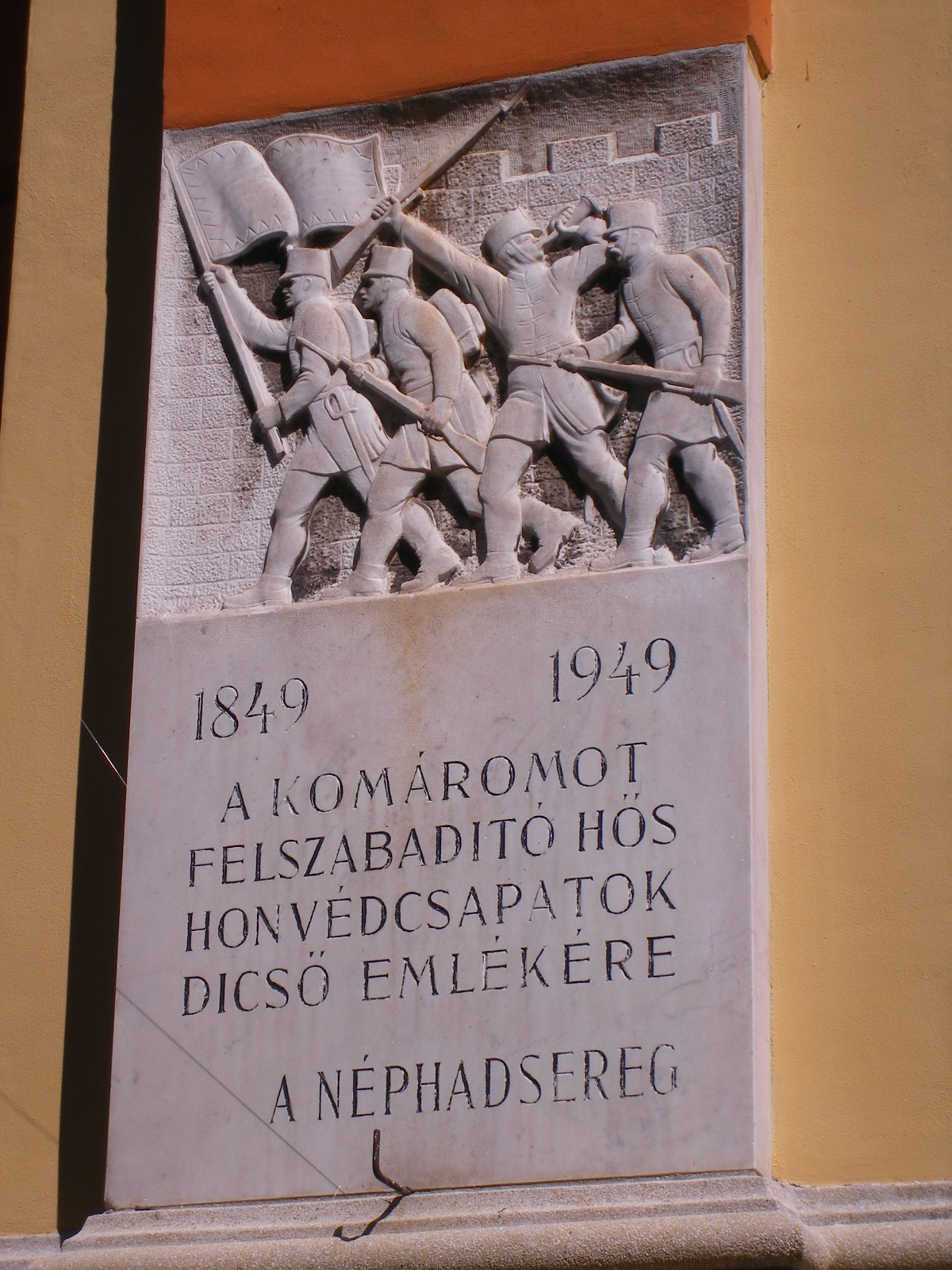
Komárom felszabadítása, Szabadság tér 1.
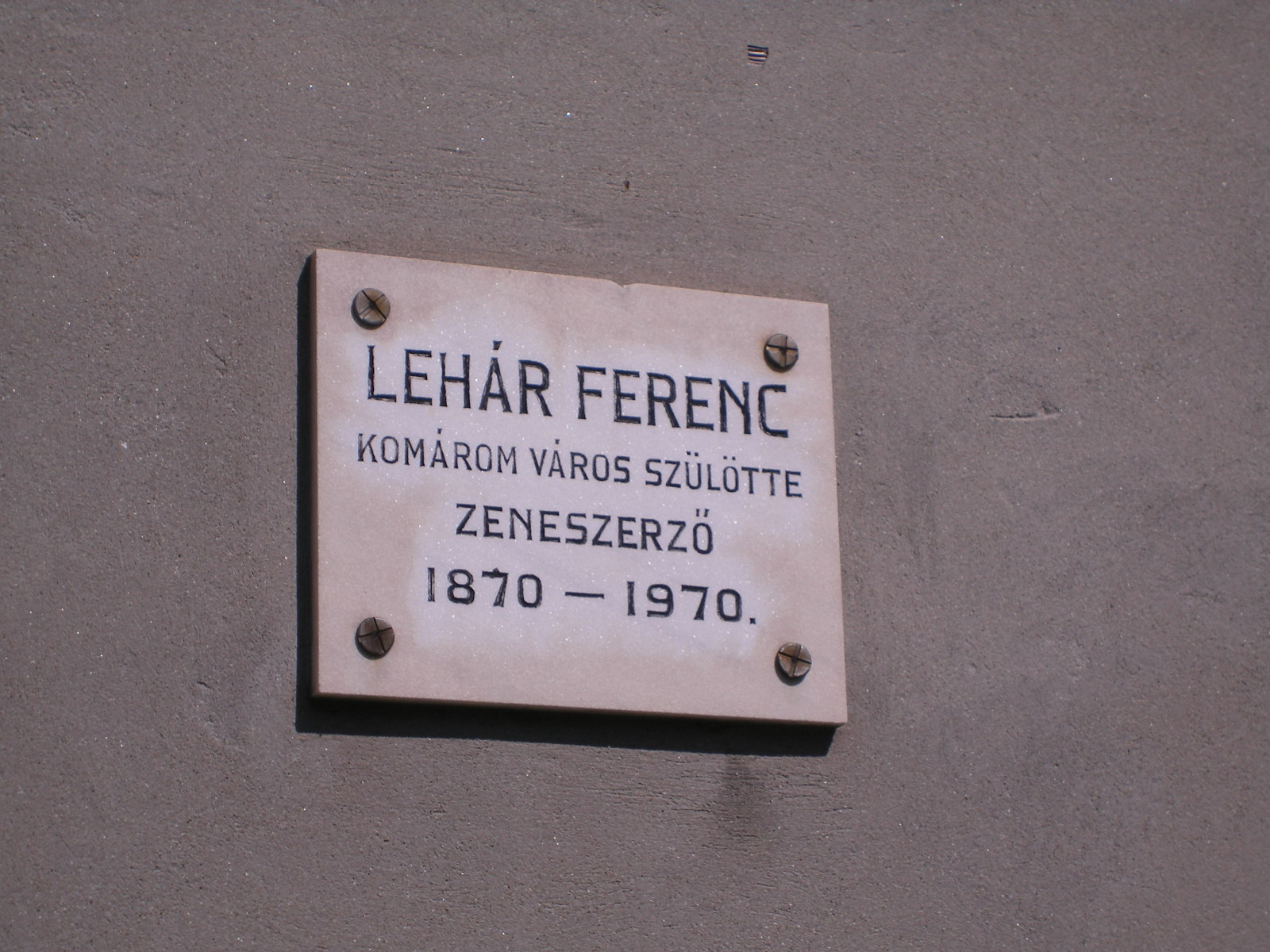
Lehár Ferenc, ?
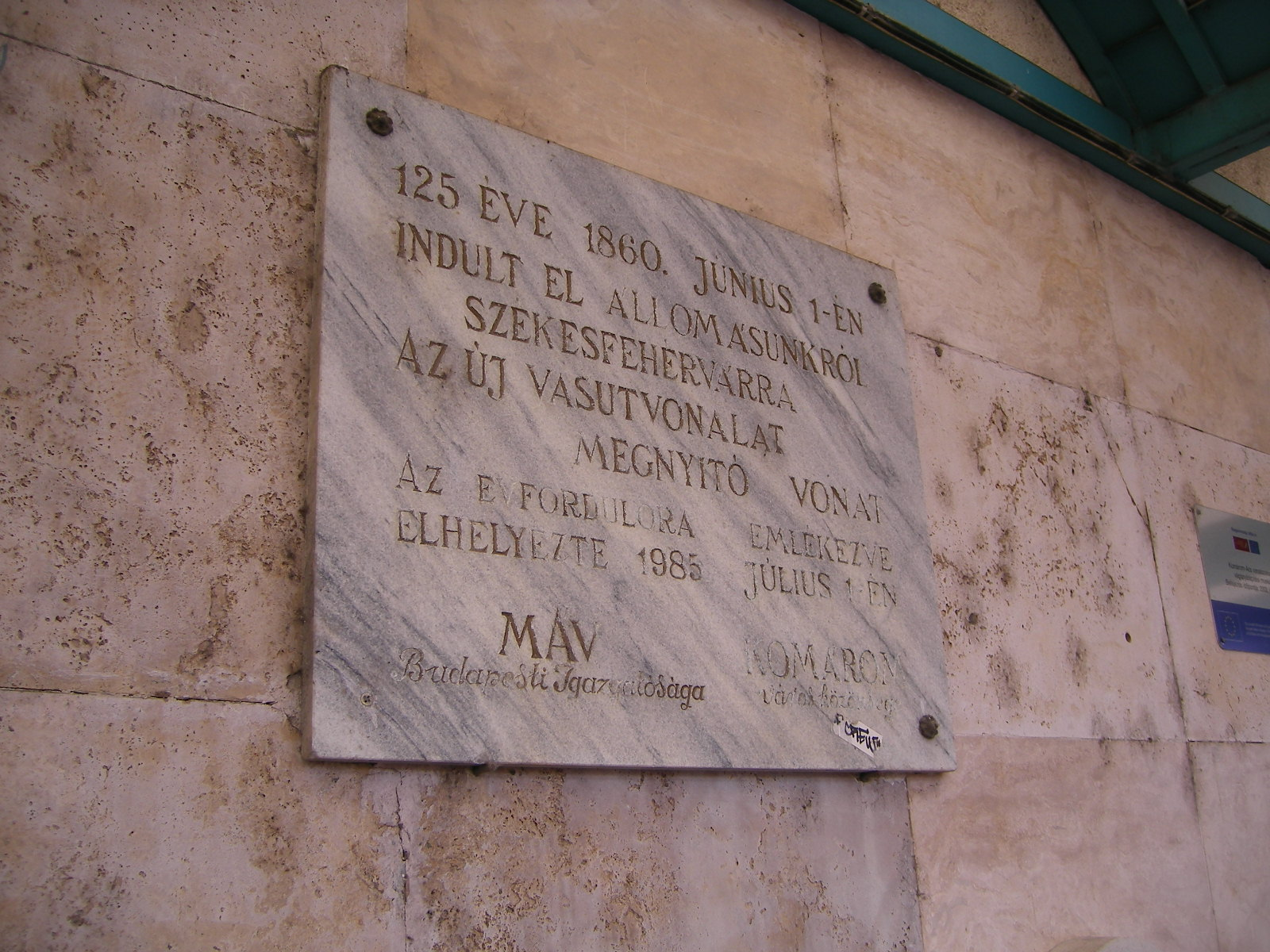
Székesfehérvár–Komárom-vasútvonal megnyitása, Rákóczi rakpart 1-3.
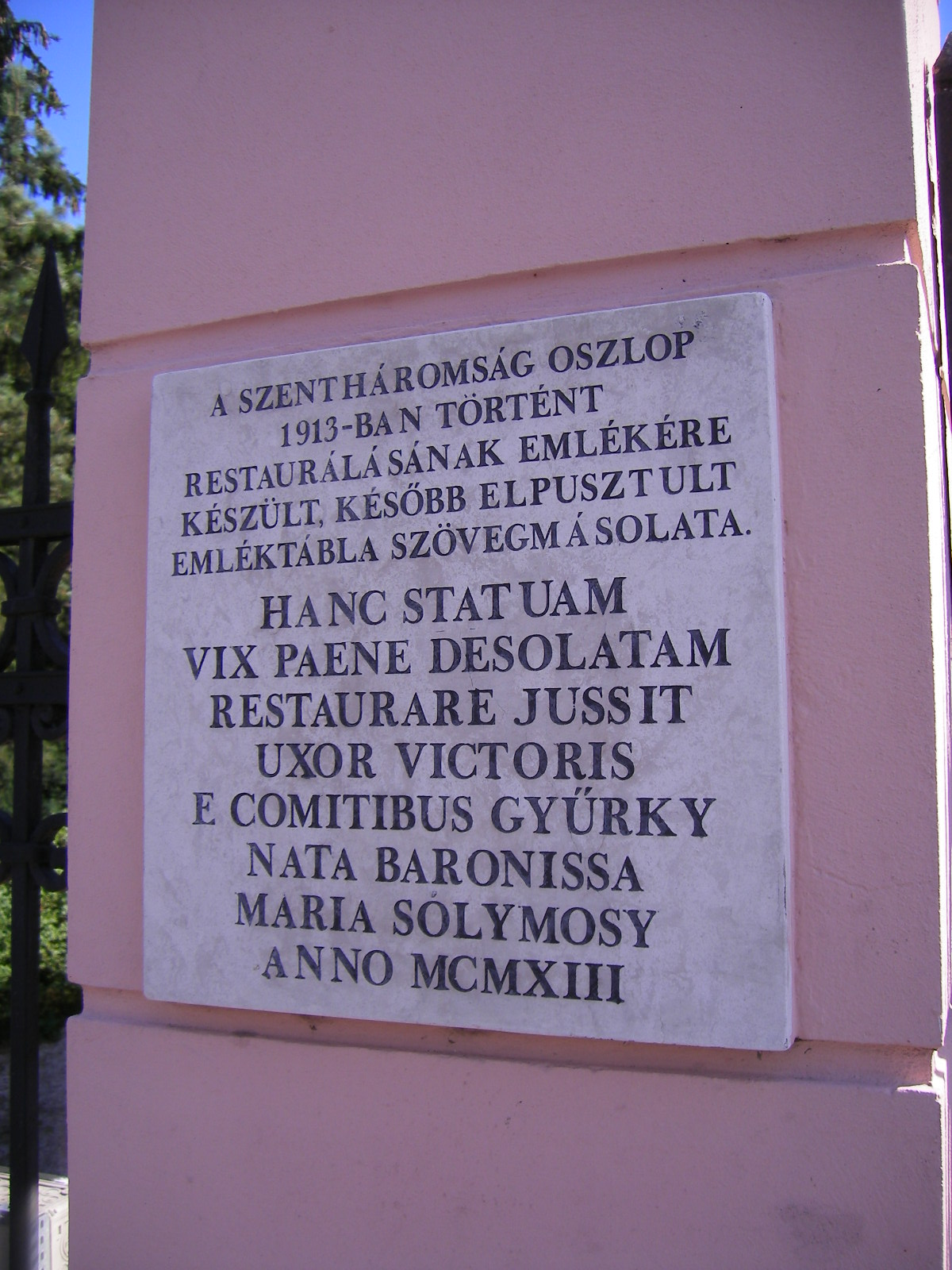
Szentháromság-szobor, ?
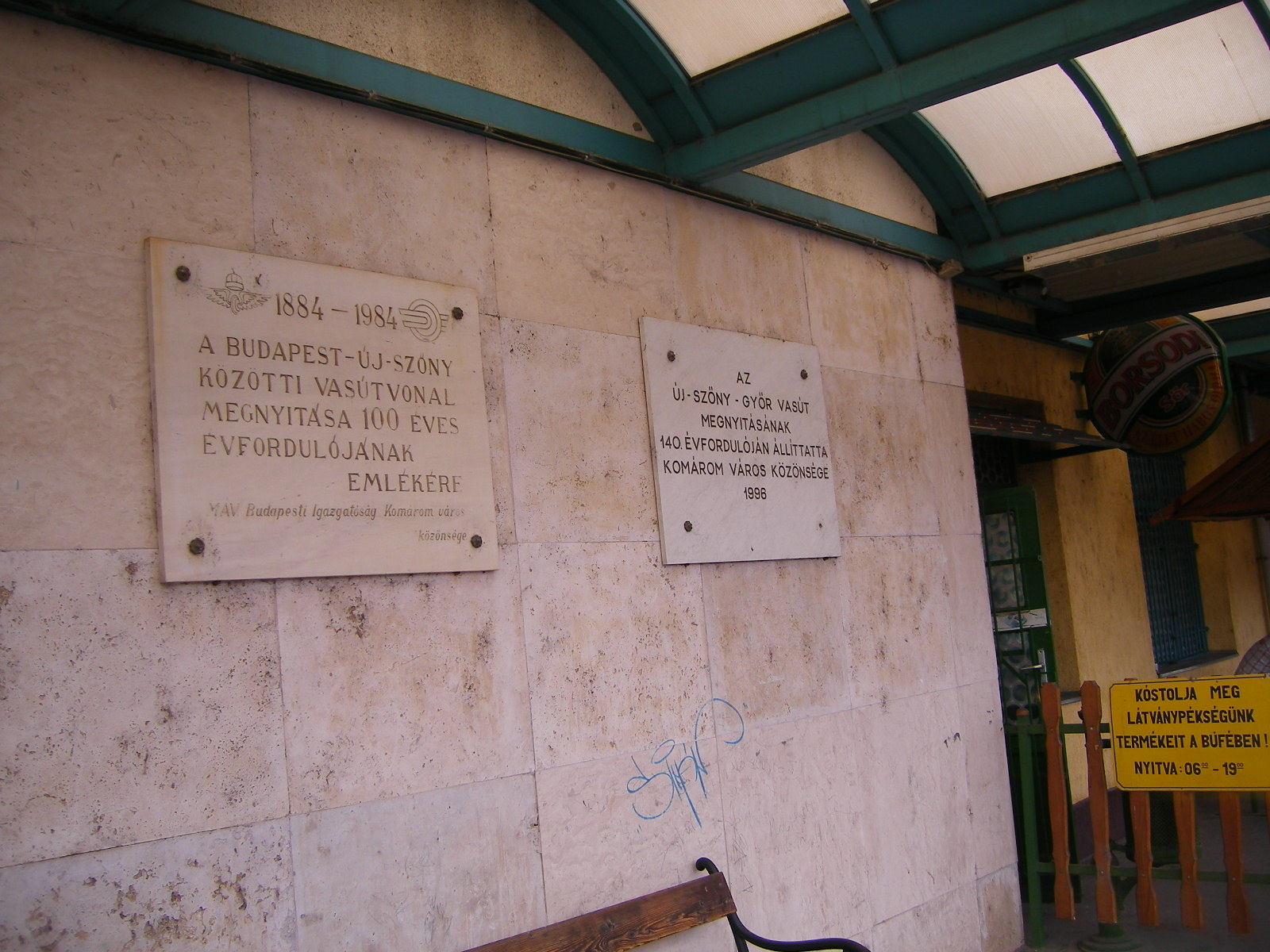
vasútvonalak évfordulói, Rákóczi rakpart 1-3.
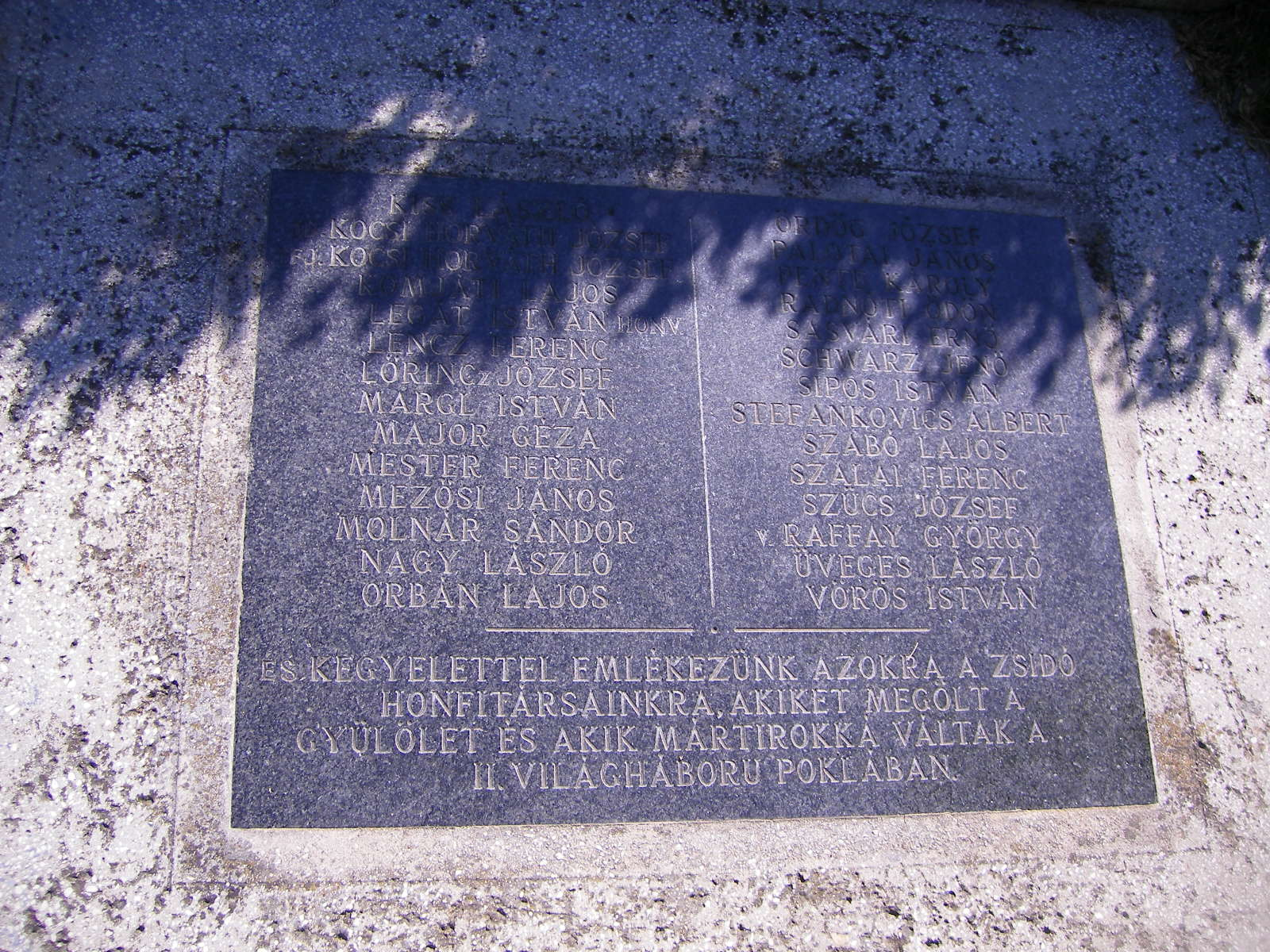
zsidó mártírok, Szabadság tér

## Utcaindex
| Bajcsy-Zsilinszky utca (8.) Ács Lajos Hősök tere (?) Kállay Ödön Rákóczi rakpart (1-3.) Székesfehérvár–Komárom-vasútvonal megnyitása, vasútvonalak évfordulói | Szabadság tér (-) zsidó mártírok (1.) Alapy Gáspár, Komárom felszabadítása |